# 28438 Venkateswaran
28438 Venkateswaran è un asteroide della fascia principale. Scoperto nel 2000, presenta un'orbita caratterizzata da un semiasse maggiore pari a 2,3631381 UA e da un'eccentricità di 0,1599603, inclinata di 1,60840° rispetto all'eclittica.